# Distrito electoral de Kennedy (condado de Cherry, Nebraska)
Kennedy (en inglés: Kennedy Precinct) es un distrito electoral ubicado en el condado de Cherry en el estado estadounidense de Nebraska. En el Censo de 2010 tenía una población de 57 habitantes y una densidad poblacional de 0,09 personas por km².

## Geografía
Kennedy se encuentra ubicado en las coordenadas 42°31′20″N 101°2′19″O / 42.52222, -101.03861. Según la Oficina del Censo de los Estados Unidos, Kennedy tiene una superficie total de 620.62 km², de la cual 611.47 km² corresponden a tierra firme y (1.47%) 9.15 km² es agua.

## Demografía
Según el censo de 2010, había 57 personas residiendo en Kennedy. La densidad de población era de 0,09 hab./km². De los 57 habitantes, Kennedy estaba compuesto por el 100% blancos, el 0% eran afroamericanos, el 0% eran amerindios, el 0% eran asiáticos, el 0% eran isleños del Pacífico, el 0% eran de otras razas y el 0% pertenecían a dos o más razas. Del total de la población el 3.51% eran hispanos o latinos de cualquier raza.